# Kamenice (Kelet-prágai járás)
Kamenice település Csehországban, a Kelet-prágai járásban. Kamenice Petříkov, Pohoří, Řehenice, Kostelec u Křížků, Křížkový Újezdec, Sulice, Velké Popovice, Krhanice és Týnec nad Sázavou településekkel határos. Lakosainak száma 5142 fő (2024. január 1.).

## Népesség
A település lakosságának változását az alábbi diagram mutatja:
| Lakosok száma | 1239 | 1265 | 1459 | 1444 | 2031 | 2814 | 4413 | 4565 | 4782 | 5142 |
|               | 1869 | 1890 | 1921 | 1950 | 1980 | 2001 | 2017 | 2019 | 2022 | 2024 |